# Bill Nankeville
George William Nankeville, més conegut com a Bill Nankeville   (Guildford, 24 de març de 1925 - Laleham, 8 de gener de 2021), fou un atleta anglès, especialista en mig fons, que va competir durant les dècades de 1940 i 1950.
El 1948 va prendre part en els Jocs Olímpics de Londres, on fou sisè en la prova dels 1.500 metres del programa d'atletisme. Quatre anys més tard, als Jocs de Hèlsinki, quedà eliminat en semifinals en la mateixa prova.
En el seu palmarès destaca una medalla de bronze en la prova dels 1.500 metres del Campionat d'Europa d'atletisme de 1950, rere Wim Slijkhuis i Patrick El Mabrouk. A nivell nacional guanyà quatre títols de la milla de l'AAA entre 1948 i 1952. Durant la seva carrega esportiva va establir tres rècords mundials en proves de relleus: 4x880 iardes, 4x1.500 metres i 4x 1 milla.

## Millors marques
- 1.500 metres. 3' 46.6" (1953)
- Milla. 4' 07.4" (1953)[1][6]